# Золотая Горгулья
«Золота́я Горгу́лья» — независимая музыкальная премия, учреждённая в 1999 году. Церемония вручения проходит на сцене московского клуба «16 Тонн» и транслируется в интернете. В 2018 году прямую трансляцию церемонии на разных интернет-площадках посмотрели более 3 миллионов человек. Победителей выбирает экспертный совет, они становятся известны непосредственно во время церемонии. Мероприятие проходит в формате музыкального юмористического шоу. Помимо ведущих и номинантов, на сцене в качестве участников, вручающих статуэтку, появляются звёзды спорта, модельеры, журналисты, шоумены, актёры.
С 2018 года в рамках премии «Золотая Горгулья» проводится конкурс актуальных молодых исполнителей Vox Populi.

## Статуэтка
Прототипом награды послужила гипсовая фигурка начала XX века, приобретённая администрацией клуба «16 Тонн» в антикварном магазине города Лидса, Англия. Нынешняя статуэтка отливается из латуни в Санкт-Петербурге и из бронзы в Москве. Весит почти 2 килограмма. На данный момент была изготовлена и вручена 221 статуэтка.

## Ведущие
Ведущими премии «Золотая Горгулья» обычно выступают звёзды музыки, театра, телевидения, кино. В разное время церемонию вели:
- Рита Митрофанова и Вячеслав Петкун
- Сергей Белоголовцев, Михаил Шац и Татьяна Лазарева
- Юлия Говор и Василий Уткин
- Тина Канделаки и Вадим Галыгин
- Марика и Павел Воля
- Дмитрий Шепелев и певица Ёлка
- Антон Комолов и Тутта Ларсен
- Рената Литвинова и Дмитрий Хрусталёв
- Равшана Куркова и Антон Севидов
- Александр Ревва и певица Нюша

## Лауреаты
Обладателями «Золотой Горгульи» в разные годы стали John Grant, Triangle Sun, Crystal Castles, Pan Sonic, The Fall, Stereo MC’s, «Мумий Тролль», Земфира, Каста, Дельфин, Хаски, 5’Nizza, Therr Maitz, L-One, СБПЧ, МОТ, 25/17, IOWA, Антоха МС и многие другие.

### XIX церемония 2018 год
Ведущие церемонии — Александр Ревва и Екатерина Варнава
- Соул-проект — Matrang
- Экспериментальный проект — масло чёрного тмина
- Автор — исполнитель — Sirotkin
- ВИА — Звери
- Танцевальный проект — Иван Дорн
- Легенда — Би-2
- Поп-группа — #2Маши
- Электронный проект — Mujuice
- Хип-хоп исполнитель — Элджей
- Арт-проект — Миша Мищенко
- Музыкальное СМИ — паблик Fast Food Music

В конкурсе молодых исполнителей JBL Vox Populi победила группа ЛАУД

### XVIII церемония 2017 год
Ведущие церемонии — Александр Ревва и певица Нюша
- Вне конкуренции — Несчастный случай
- Экспериментальный проект — Ic3peak
- Альтернативный проект — Anacondaz
- Независимый проект — Свидание
- ВИА — Мгзавреби
- Электронный проект — Электрофорез
- Танцевальный проект — TANTSUI Архивная копия от 12 декабря 2019 на Wayback Machine
- World Music — Theodor Bastard
- Легенда — 5’NIZZA
- Западный исполнитель — John Grant
- Поп-группа — IOWA
- Хип-хоп исполнитель — Loc-Dog
- Арт-проект — Умереть от счастья (25/17)
- Музыкальное СМИ — паблик Рифмы и Панчи
- Рок-группа — Lucidvox Архивная копия от 25 марта 2019 на Wayback Machine

### XVII церемония 2016 год
Ведущие: Антон Севидов и Равшана Куркова
- Танцевальный проект — TYOMA
- Промоутер — творческое объединение Unity
- Независимый музыкальный проект — Антоха МС
- DJ — Intelligent Manners
- Электронный проект — NV
- ВИА — Ундервуд
- World Music — Kimbata
- Хип-Хоп исполнитель — Хаски
- Экспериментальный проект — Shortparis
- Легенда — Калинов Мост
- Рок-группа — Пасош
- Поп-группа — Моя Мишель
- Музыкальное СМИ — The Flow

### XVI церемония 2015 год
Ведущие: Дмитрий Хрусталёв и Рената Литвинова
- Легенда — Чиж & Co
- Независимый музыкальный проект — СБПЧ
- Dj — Bvoice & Anrilov
- Хип-Хоп исполнитель — ГРОТ
- Промоутер — Outline
- Арт-проект — Дельфин (поэтический сборник «Андрей»)
- Электронный проект — PIXELORD
- ВИА — Найк Борзов
- Иностранный исполнитель — Slaves
- Музыкальный обозреватель — Александр Кондуков
- Этно-проект — The Bambir
- Экспериментальный проект — Иван Павлов (СОН)

### XV церемония 2014 год
Ведущие: Антон Комолов и Тутта Ларсен
- Легенда — Странные Игры
- Независимый музыкальный проект — OQJAV
- Dj — Acos CoolKAs
- Хип-Хоп исполнитель — MOT
- Промоутер — Pop Farm
- Арт-проект — «Сахар» проект Ивана Вырыпаева
- Электронный проект — Aanbreken
- ВИА — Billy’s Band
- Открытие года — Mana Island
- Музыкальное СМИ — Афиша-Волна
- Электрик-соул — Yana Blinder
- Танцевальный проект — The YOZ
- Специальный приз — Лёд 9

### XIV церемония 2013 год
Ведущие: Маргарита Митрофанова и Антон Комолов
- Легенда — Дельфин
- ВИА — Therr Maitz
- Хип-Хоп исполнитель — L-One
- Независимый музыкальный проект — Motorama
- Промоутер — агентство Connected
- Электронный проект — Triangle Sun
- Независимая эстрада — Петр Налич
- Открытие года — Jack Wood
- Dj — The Robots
- Арт-проект — АХ, Астахова
- Музыкальное СМИ — v-o-s.ru
- Танцевальный проект — Electrosoul System Live (E.S.S.L.)
- Специальный приз (За всю хурму) — ILWT

### XIII церемония 2012 год
Ведущие: Антон Комолов и Тутта Ларсен
- Легенда — Кирилл Толмацкий (Децл)
- Dj — Lame DJ’s (Виталик Котов и Евгений Белевцев)
- Танцевальный проект — D-Pulse Архивная копия от 7 августа 2019 на Wayback Machine
- ВИА — Сурганова и оркестр
- Промогруппа — Clumba
- Хип-Хоп исполнитель — Легенды про…
- Рекорд лейбл — Навигатор Рекордс
- Арт-проект — Zero People
- Независимый музыкальный проект — On-The-Go
- Музыкальное СМИ — Thankyou.ru
- Западный исполнитель — Nneka
- Sunsay
- Открытие года — The Retuses

### XII церемония 2011 год
Ведущие: Дмитрий Шепелев и Тутта Ларсен
- Легенда — группа Ноль (Федор Чистяков)
- Dj — Dj Mos
- Открытие года — Обе Две
- Хип-хоп проект — Slim
- Танцевальный проект — Guru Groove Foundation
- Независимый музыкальный проект — Pompeya
- Музыкальное СМИ — Радиостанция «Серебряный Дождь»
- Арт-проект — Вера Полозкова
- ВИА — Валентин Стрыкало
- Западный исполнитель — Lamb
- Промогруппа — Bass My Ass

### XI церемония 2010 год
Ведущие: Виктор Васильев и Дмитрий Хрусталёв
- Легенда — Браво
- ВИА — Ночные Снайперы
- Независимый музыкальный проект — Tesla Boy
- Dj — Slava Finist
- Музыкальное СМИ — Радио «Максимум»
- Арт-проект — Людмила Петрушевская
- Хип-хоп проект — АК-47
- Поп группа — Non Cadenza
- Соул проект — Wow Band
- Открытие года — Rookie Crew

### X церемония 2009 год
Ведущие: Антон Комолов и певица Ёлка
- ВИА — Brainstorm
- Легенда — группа Центр
- Западный исполнитель — Bonaparte
- Совместный проект — Татьяна Зыкина и Илья Лагутенко
- Хип-хоп проект — Каста
- Dj — Dj Profit
- Танцевальный проект — Kooqla
- Промогруппа — Idle Conversation
- Соул проект — Staisha
- Независимый музыкальный проект — Alai Oli
- Открытие года — Bajinda Behind the Enemy Lines
- Музыкальное СМИ — Look At Me

### IX церемония 2008 год
Ведущие: Павел Воля и Марика
- Рок-исполнитель — Мара
- Независимый музыкальный проект — Sakura
- Легенда — Tequilajazzz
- Dj — Dj Японец (Taras 3000)
- Арт-проект — ОТОМОТО
- Западный исполнитель — Crystal Castles
- Хип-хоп — Noize MC
- Промо-группа АртМания
- Музыкальный критик — Армас Шпилев-Викстрем
- Электронный проект — Truffele
- Музыкальное СМИ — MySpace
- Танцевальный проект — Korablove
- Специальный приз «Первая ведущая моя» — Маргарита Митрофанова

### VIII церемония 2007 год
Ведущие: Тина Канделаки и Вадим Галыгин
- Легенда — Аукцыон
- Танцевальный проект — Miusha
- Dj — Компасс Врубель Архивная копия от 11 января 2020 на Wayback Machine
- ВИА — Esthetic Education
- Музыкальный критик — Георгий Биргер
- Западный исполнитель — Oi-Va-Voi
- Промо-группа — S-11
- Электронный проект — Mujuice
- Музыкальный продюсер — Андрей Самсонов
- World music — Zventa Sventana
- Инди-проект — Silence Kit
- Музыкальное СМИ — Billboard
- Арт-проект — Masha Era
- Совместный проект — Sakura / Pompeya
- Независимая эстрада — ВИА Татьяна Архивная копия от 5 декабря 2019 на Wayback Machine

### VII церемония 2006 год
Ведущие: Василий Уткин и Юлия Говор
- Легенда — Агата Кристи
- ВИА — Токио
- Западный исполнитель — Stereo MC’s
- Электронный проект — Punk TV
- Соул проект — Ёлка
- DJ — Dj Shum
- Промоутер — Олег Магди
- World Music — Нино Катамадзе
- Музыкальный критик — Барабанов

### V церемония 2004 год
Ведущие: Сергей Белоголовцев и Тутта Ларсен
- ВИА — Би-2
- Независимый музыкальный проект — Laska Omnia
- Легенда — Гарик Сукачев
- Dj — Антон Кубиков
- Западный исполнитель — Tortoise
- Хип-хоп — 2H COMPANY
- Рекорд Лейбл — Союз — Indie Вид
- Музыкальный критик — Алексей Мунипов
- Танцевальный проект — Nooncat (Алексей Мешков)

### IV церемония 2003 год
Ведущие — Михаил Шац и Татьяна Лазарева
- Легенда — Вячеслав Бутусов и Ю-питер
- ВИА — Земфира
- World Music — Севара Назархан
- Электронный проект — Mewark
- Хип-хоп проект — WK?
- Танцевальный проект — SCSI-9
- Западный исполнитель — IAMX
- Музыкальный обозреватель — Андрей Бухарин
- Независимая эстрада — Хоронько Оркестр

### III церемония 2002 год
Ведущие — Михаил Шац и Татьяна Лазарева
- Совместный проект — Евгений Гришковец и группа «Бигуди».
- ВИА — Танцы минус
- World Music — Ят-ха
- Западный исполнитель — Pan Sonic
- DJ — Алексей Духов премию вручал Matthew Herbert
- Промоутер — Катерина фон Гечмен-Вальдек
- Электронный проект — Ёлочные игрушки
- Хип-хоп проект — Каста
- Независимый рекорд-лейбл — Art-Tek Records
- Музыкальное СМИ — Play
- Музыкальный обозреватель — Капитолина Деловая

### II церемония 2001 год
Ведущие — Михаил Шац и Татьяна Лазарева
- Легенда — Аквариум
- ВИА — Мумий Тролль
- Dj — Андрей Панин
- Совместный проект — Виды Рыб и Найк Борзов
- Композитор — Алексей Айги
- World Music — Zdob Si Zdub
- Музыкальный критик — А. К. Троицкий
- Западный исполнитель — The Residents
- Независимый музыкальный — Три О, Сергей Летов
- Экспериментальный проект — Оле — Лукойе
- Электронный проект — Los Chikatilos Архивная копия от 29 мая 2019 на Wayback Machine
- Easy listening — Нож для frau Muller
- Музыкальный критик — Юрий Сапрыкин

### I церемония 2000 год
Ведущие: Вячеслав Петкун и Маргарита Митрофанова
- Легенда — Чайф
- ВИА — Моральный кодекc
- Независимый музыкальный проект — Вежливый Отказ
- World music — Инна Желанная
- Западный исполнитель — Pizzicato Five
- Музыкальное СМИ — Радио ULTRA / Михаил Козырев
- Промоутер — Сергей Сергеев

## СМИ о премии «Золотая Горгулья»
- II Церемония. 2001 год. Газета «Московский комсомолец» № 22845 Архивная копия от 24 декабря 2018 на Wayback Machine
- III Церемония. 2002 год. Агентство InterMedia Архивная копия от 24 декабря 2018 на Wayback Machine
- IV Церемония. 2003 год. Агентство InterMedia Архивная копия от 30 марта 2018 на Wayback Machine
- V Церемония. 2004 год. Звуки.ru Архивная копия от 19 июля 2018 на Wayback Machine
- VII Церемония. 2006 год. Агентство InterMedia
- VIII Церемония. 2007 год. Агентство InterMedia
- X Церемония. 2009 год. TimeOut.ru
- XI Церемония. 2010 год. TimeOut.ru
- XII Церемония. 2011 год. 16tons.ru Архивная копия от 13 ноября 2017 на Wayback Machine
- XIII Церемония. 2012 год. Nightparty.ru
- XIV Церемония. Национальная Служба Новостей
- XV Церемония. Журнал «Interview Russia»
- XV Церемония. Коммерсант.ru Архивная копия от 25 марта 2015 на Wayback Machine
- XVI Церемония. Colta.ru Архивная копия от 6 апреля 2018 на Wayback Machine
- XVI Церемония. Журнал OK! Архивная копия от 13 октября 2015 на Wayback Machine
- ХVII Церемония. Агентство InterMedia Архивная копия от 26 июля 2017 на Wayback Machine
- XVII Церемония. 2016 год. Комсомольская правда Архивная копия от 1 апреля 2018 на Wayback Machine
- XVIII Церемония. 2017 год. KM.RU Архивная копия от 1 апреля 2018 на Wayback Machine